# Goodia
Goodia es un género de plantas con flores perteneciente a la familia Fabaceae.  Comprende 7 especies descritas y de estas, solo 2 aceptadas.

## Taxonomía
El género fue descrito por Richard Anthony Salisbury y publicado en Parad. Lond. 1806.

## Especies
A continuación se brinda un listado de las especies del género Goodia aceptadas hasta septiembre de 2012, ordenadas alfabéticamente. Para cada una se indica el nombre binomial seguido del autor, abreviado según las convenciones y usos.
- Goodia lotifolia Salisb.
- Goodia medicaginea F.Muell.